# Oswald Machanek
Oswald Machanek (27. listopadu 1837 Olomouc – 1924 Bolzano), křtěný celým jménem Oswald Maria Alexander Machanek, byl moravský podnikatel německé národnosti, spolumajitel a generální ředitel akciové společnosti Homboker und Marienthaler Eisenwaren-Industrie und Handels-Aktien-Gesellschaft „Moravia” (česky Hlubočská a Marientálská akciová společnost pro průmysl a obchod se železným zbožím „Moravia”) se sídlem v Olomouci, ředitel továrny na výrobu hřebíků v Hlubočkách a spolumajitel obchodní společnosti I. C. Machanek a spol. se sídlem v Olomouci, vyznamenaný zlatým záslužným křížem s korunou.

## Rodina
Oswald Maria Alexander Machanek se narodil v Olomouci 27. listopadu 1837 jako nejmladší syn do rodiny olomouckého obchodníka se železářským zbožím. Otec Ignaz Carl Machanek a matka Anna, rozená Wagner, provozovali obchod ve svém domě na Dolním náměstí č. 19, který po přečíslování nesl číslo 48 a později také domovní znamení „Zur silbernen Schaufel” (U stříbrné lopaty). Rodina Wagner podnikala v Olomouci ve svém domě na Dolním náměstí č. 14, kde měla obchod s kořením a drogistickým zbožím (Spezerei- und Drogenlandlung) a už v roce 1834 se Oswaldův dědeček s Karlem Wagnerem obchodně spojili ve firmě „Karl Wagner und Ignaz Machanek”. Karl Adolf Wagner, syn bratra Karla Wagnera byl majitelem továrny na výrobu bavlny a lnu v Šumperku.
K dalšímu rodinnému spojení došlo 9. září 1865, když si Oswald Machanek vzal za ženu Sophie Wagner (6. ledna 1838 – 3. května 1893).
Ještě 9. září 1890 společně oslavili výročí stříbrné svatby. Na začátku května 1893 odjeli společně s dcerou na ozdravnou kůru do Karlových Varů, odkud dorazila v neděli 7. května do Olomouce zpráva, že manželka Oswalda Machanka náhle a bezbolestně 3. května 1893 zemřela. V sobotu 6. května 1893 rodinu postihla další pohroma, když bratra Maxe Machanka ranila mrtvice a byl postižen ztrátou řeči. Nakonec 14. května 1893 rodina pochovala i bratra Maxe. Jeho druhou manželkou byla Lina. Z Oswaldova manželství se Sofií pošly tři děti: Oskar, Anna a Helene. Dcera Anna se 31. ledna 1895 provdala za c. k. nadporučíka Stefana Schulze, sloužícího u c.k. 54. pěšího pluku v Olomouci (Mährisches Infanterieregiment Nr. 54), kde se také konala svatba, jelikož byl nadporučík Stefan Schulz přeložen do vojenské výcvikové školy (kadetů) do Mariboru.
Syn Oskar pobýval v době matčina úmrtí v Americe, kde se 12. července 1892 v New Yorku civilně na Manhattanu oženil s Annou Mühler (Anna Mehlen). V roce 1898 se zdržoval ve státě Connecticut. Tomu předcházela na začátku února 1892 žádost jeho otce o prodloužení otcovské pravomoci, které 5. února 1892 C. k. Krajský soud v Olomouci vyhověl a otcovskou pravomoc nad synem Oskarem, který dosáhl 19. února 1892 24 let, prodloužil na neurčito. Podruhé se Oskar civilně oženil v roce 1902 v Londýně. Následně se zdržoval ve Frankfurtu nad Mohanem na Günthersburgallee čp. 9, kde provozoval obchod s plnicími pery a prodej cukrářských výrobků.
Na začátku první světové války odcestoval Oswald Machanek na rodinou vilu do Bolzana, kde zůstal po celou dobu války. Arcivévoda František Salvátor mu v roce 1914 propůjčil stříbrnou medaili Červeného kříže (Silberne Ehrenmedaille vom Roten Kreuze). Do nového Československa se již natrvalo nevrátil a v roce 1920 vystoupil ze správní rady Moravie, přičemž novým členem správní rady byl do obchodního rejstříku zaznamenán syn Oskar Machanek, označený jako velkotovárník. Oswald Machanek zemřel na začátku května roku 1924 ve své vile v Bolzanu ve věku 86 let.

### Vila Oswalda Machanka v Bolzanu
Oswald bydlel s rodinou nejprve v rodinné vile v Hlubočku, kterou sdílel s bratrem Maxem. Max si později vybudoval vlastní vilu u železárny v Mariánském Údolí. V roce 1884 si Oswald nechal postavit rodinou vilu v Bolzanu, kterou hodlal pro zdejší mírné klima využívat zejména v zimním období. Z tohoto důvodu architekti Heinrich Claus a Moritz Hinträger navrhli její čelní frontu směrem na jih. Pro výstavbu vily využili pozemek po bývalé vinici. Vlastní stavbu prováděl stavební mistr z Bolzana pan Altmann a stála 25 000 zlatých.
V suterénu byla navržena prádelna, šatna, sklep pro zásoby potravin, sklep pro palivo a místnost pro zahradní náčiní. V mezipatře se nacházela jídelna s arkýřem a verandou, na níž navazoval obývací pokoj a pokoj pro hosty, na severu kuchyně a komora pro služebnictvo, dále koupelna a spíž. V prvním patře směrem na jih umístili architekti ložnici s arkýřem a terasou, s kterou sousedily dva pokoje pro dcery, směrem na západ lodžii a na sever pokoj pro hosty a pánský pokoj s komorou. Hlavní schodiště vedlo jen z přízemí do prvního patra a vedle něj umístěné malé schodiště z prvního patra do podkroví. Na fasádě využili motivy italské renesance a cihlovou střechu ozdobily dřevěnou římsou.

### Skandál kolem úmrtí syna Oskara
Syn Oskar se z ciziny navrátil s vypuknutím války a pravděpodobně měl zastoupit otce v řízení továrny v Hlubočku. Společně s ním v Hlubočku pobývala i jeho manželka Karola s dvojčaty Fridrichem (Bedřichem) a Wilhelmem (Vilémem), která v únoru 1916 hledala společnici. Dne 9. listopadu 1920 zveřejnil rakouský list „Grazer Tagblatt” krátkou zprávu z Moravské Ostravy ze dne 5. listopadu, že Karola Machanek, manželka velkotovárníka Oskara Machanka, byla nalezena se svou společnicí slečnou Else Compl v dětském pokoji u kamen udušená oxidem uhelnatým.
K brzkému nástupu se hledá vzdělaná dívka, asi 30 let, evangelička a nejraději Severoněmka, pro společnost a pomoc paní domu, která je sama Severoněmka, a taktéž na dohled dvou 6letých chlapců. Vyžaduje se znalost dobré domácí kuchyně, zavařování, šití a případných domácích prací. Hudba, jazyky a bridž vítány. Dvě služky a jedna paní na praní prádla jsou k dispozici. Nabídky, kopie osvědčení, platové představy a fotografie k rukám manželky Oskara Machanka, Hluboček u Olomouce, Morava.
Neues Wiener Tagblatt (Tages-Ausgabe), 20. únor 1916
Po smrti manželky si Oskar nechal kvůli sporům s příbuznými vyplatit svůj podíl u akciové společnosti Moravia, přestěhoval se do Mnichova, kde investoval do jedné dřevařské úvěrové banky, přičemž přišel skoro o všechno své jmění. Po vypuknutí nemoci, kdy u něj byla diagnostikována rakovina střev, se vrátil do Československa. V roce 1925 se Oskar zdržoval u Šumperka v obci Libina, kde provozoval malý rádiový obchod. Dne 27. prosince 1935 byl nalezen mrtev, kdy jako příčina úmrtí bylo uvedeno selhání srdce.
V souvislosti s falešnou výpovědí bývalé Bedřichovy přítelkyně byli oba bratři v následujícím roce vyslechnuti a na základě podezření, že napomohli otci k sebevraždě vzati do vazby. Tato skutečnost vzbudila pozornost nejen všech českých i německých severomoravských listů ale i celé řady zahraničních. Na základě výpovědi byli elektrotechnik Friedrich (Bedřich) Machanek z Hlubočku a zahradní architekt Wilhelm (Vilém) obviněni, že otci k sebevraždě pomohli. Bedřich Machanek byl od obžaloby osvobozen, Vilém Machanek byl odsouzen přečinem proti bezpečnosti života a odsouzen k trestu 4 týdnů tuhého vězení podmíněně na 2 roky. Protože vazba se započetla, nemusel již trest odpykat.

## Podnikatelská činnost

### Homboker und Marienthaler Eisenwaren-Industrie und Handels-Aktien-Gesellschaft „Moravia”
Důležitým mezníkem v rodinné podnikatelské činnosti se pro Oswalda Machanka stal rok 1861, kdy s otcem I. C. Machankem a bratrem Maxem Machankem sepsal 19. října 1861 společenské usnesení na činnost výrobků ze železa továrny Mariánském Údolí a stal se tak společníkem firmy „K. k. priv. Marienthaler Eisen-Waaren -Fabriks-Gesellschaf”, ve které Johann Orel obdržel v roce 1863 prokuru a v roce 1869 se stal veřejným společníkem.
Od с. к. krajského со obchodního soudu v Olomouci se k vědomosti dává, ze pan J. C. Machanek v Olomouci přenešení toho mezi J. C. Machankem, Max Machankem a Osvaldem Machankem ddo. 19. října 1861 složeného společenského usnesení na činnost výrobků ze železa Marientalské fabriky pod nápisem: K. k. priv. Marienthaler Eisen-Waaren -Fabriks-Gesellschaft, ke kterému vedeni každý z těch veřejných společníků J. C. Machanek, Max Machanek a Oswald Machanek, pak společník Jan Orel tím způsobem oprávněni jsou, že po napřed postaveném nápisu — J. C. Machanek sám, aneb Max Machanek a Oswald Machanek mnohotlivě (collectiv), čili jeden s těch dvou posledně jmenovaných s Janem Orlem s jejím jménem mnohotlivě znamenati muže; — do obchodního rejstříka pro společenské nápise vymohl. V Olomouci 31. červenci 1863.
Morawske Nowiny, 11. srpen 1863
V roce 1868 se stal také veřejným společníkem hřebíkárny v Hlubočku, jejíž firemní název zněl: „K. k. priv. Hombocker Maschinennägel- und Blechwaaren Fabriksgesellschaft J. C. Machanek & Comp.” K zapsání této skutečnosti došlo u c. k. Krajského obchodního soudu v Olomouci do rejstříku pro společné firmy dne 9. června 1868. Ke smlouvě z 28. dubna 1868 pak byla dopsána dodatková smlouva ze dne 14. ledna 1869, na jejímž základě se stal veřejným společníkem také Johann Orel.
Ku firmě K. k. priv. Hombocker Maschinennägel- und Blechwaaren Fabriksgesellschaft J. C. Machanek et Comp. připsán dodatek ku smlouvě společné ze dne 28. března 1855, uzavřený dne 28. dubna 1868, dle kterého dodatku pan Oswald Machanek, továrník v Marienthalu, vstupuje do této společnosti co veřejný společník, oprávněný ku zastoupení a znamenáni společné firmy, čímž však v původní společné smlouvě ničeho se nezměňuje. Zároveň vneseno bylo právo prokury, jež má Georg Klein, znamenati svrchu uvedenou firmu.
Morawské nowiny, 30.7.1868
V roce 1870 byly obě tyto společnosti sloučeny do jedné akciové společnosti. Dne 17. února 1870 povolil c. k. ministr vnitra společníkům: Ignaz Karl Machanek, dr. Ignaz Machanek, Max Machanek, Oswald Machanek a Johann Orel zřízení akciové společnosti pod názvem: Homboker und Marienthaler Eisenwaren-Industrie und Handels-Aktien-Gesellschaft „Moravia” in Olmütz (česky Hlubočecká a Marientálská akciová společnost pro průmysl a obchod se železným zbožím „Moravia” v Olomouci) a zároveň schválil její stanovy. Ve stejném roce obdržel 9. prosince na místo svého otce právo prokury u firmy Friedländer Flachsspinnerei se sídlem ve Friedland an der Mohra (Břidličné), kde pak zastával post náměstka ředitele.

### Obchodní firma I. C. Machanek a spol.
Dne 31. července 1863 nechal otec I. C. Machanek svůj železářský obchod v Olomouci na Dolním náměstí zapsat pod firmou I. C. Machanek, ve které obdrželi jeho syn Max Machanek a zeť Karl Klob (manžel dcery Marie) prokuru. V roce 1869 nechal otec zapsat prokuru i synovi Dr. I. Machankovi. Po smrti otce vedl firmu syn Oswald. Dne 11. dubna 1886 nechal firmu vymazat z rejstříku firem jednotlivců a zapsat u c. k. Krajského obchodního soudu do rejstříku společných firem a přibral jako společníky svého bratra Maxe a Jana Orla, přičemž hlavní závod se nacházel ve Vídni.
C. k. krajsky co obchodní soud v Olomouci uvádí ve veřejnou známost, že odštěpný závod firmy I. C. Machanek & Comp. v Olomouci, jejíž hlavní závod ve Vídni se nalézá, do rejstříku obchodního pro firmy společenské se zapsal. Tato společnost jest veřejná ku provozování obchodu smíšeným zbožím se sídlem v Olomouci. Společníky jsou: Max Machanek, řídící továrny v Marienthalu u Olomouce; Osvald Machanek, řídící továrny v Homboku u Olomouce, a Jan Orel, kupec ve Vídni, a jest každý společník oprávněn společnost zastupovati. V Olomouci, 26. října 1886.
Brünner Zeitung, 03.11.1886
Obchodní firma se železářským zbožím I. C. Machanek se nakonec stala součástí firmy Moravia, akc. spol. pro průmysl železářského zboží a obchod v Hlubočku a v Mariánském Údolí a fungovala jako její maloobchodní a velkoobchodní centrála, přičemž Dolní náměstí, kde firma na čísle 48 sídlila, měnilo své názvy: r. 1919 v Československu na Wilsonovo náměstí, r. 1939 v Protektorátu Čechy a Morava náměstí Hermanna Göringa a r. 1945 na náměstí Rudé armády.

### Schieferbau-Actien-Gesellschaft in Olmütz
Firmu na dobývání břidlice založil Oswaldův otec v roce 1863 společně s olomouckým velkoobchodníkem a továrníkem rytířem Balthasarem von Szäbel (olomoucká pobočka „k. k. priv. Chotzner Flachsspinnerei des B. Szabel in Olmütz”). V roce 1865 povolilo oběma společníkům c. k. ministerstvo vnitra zřízení akciové společnosti „Schieferbau-Actien-Gesellschaft in Olmütz” a schválilo její stanovy. Se založením Akciové společnosti pro dobývání břidlice v Olomouci pod vedením provozního ředitele Maxe Machanka započaly přípravné práce na otevření nového hlubinného podzemního lomu tzv. na zelené louce (Zálužné - Mokřinky). Také v této firmě měl Oswald uložené své akcie a nakonec společnost řídil. V roce 1895 byl Oswald z rejstříku jako provozní ředitel vymazán a místo něho zapsáni dosavadní zástupce ředitele Dr. Carl Schrötter jako ředitel a jako náhradník nový zástupce ředitele Richard von Kaysersheimb.
Akciová společnost pro dobývání břidlice v Olomouci vedle nového hlubinného lomu provozovala krátce i starý Lichtenštejnský lom v katastru obce Moravice. Ke konci 60. let 19. století měla v provozu osm lomů s 500 dělníky u Velké Střelné, Hrubé Vody, Jakartovic a Zálužného. V lomech používala parní těžní stroje a čerpadla. Provozovala také prodejní sklady v Opavě a Pardubicích. Vedle střešní krytiny vyráběla břidlicovou dlažbu, stolní desky, leštěná těžítka a další výrobky. V 70. letech 19. století činila roční výroba 893 000 m² břidlicové krytiny v ceně 20 tisíc zlatých. Zejména na severní Moravě a v rakouském a pruském Slezsku měla na trhu s břidlicí výrazné postavení.